# Francesco Roberti
Francesco Roberti (Pergola, 7 de julho de 1889 - Roma, 16 de julho de 1977) foi um cardeal da Igreja Católica Romana.

## Vida
Francesco Roberti recebeu sua educação teológica e filosófica em Pergola e Roma. Ele recebeu o sacramento da Ordem Sagrada em 3 de agosto de 1913 e depois trabalhou como pastor, líder de seminários e conferencista em Roma. De 1917 a 1927 foi reitor do Pontifício Seminário Romano Minore. A partir de 1928, trabalhou como escrivão no Supremo Tribunal da Assinatura Apostólica, em 1930 tornou-se subsecretário da Cúria para os interesses de universidades e seminários. Em 1936, ele foi auditor da Rota Romana de 1937 a 1943 foi decano do Pontifício Instituto Utriusque Iuris. Francesco Roberti fundou a internacionalmente renomada revista de direito canônico Apolinário. Em 1946 ele se tornou secretário da congregação congregacional.
O Papa João XXIII o elevou em 15 de dezembro de 1958 como um cardeal-diácono com o título Santa Maria em Cosmedin no colégio de cardeais e nomeou-o cardeal prefeito do Supremo Tribunal da Assinatura Apostólica. Em 5 de abril de 1962 Francesco Roberti foi recebido pelo Papa João XXIII, depois para ele. Nomeado Arcebispo titular de columnata, recebeu sua ordenação episcopal; Co-consagradores foram o cardeal Giuseppe Pizzardo e o cardeal Benedetto Aloisi Masella. Ele participou nos anos de 1962 a 1965 no Concílio Vaticano II. Ele também foi um participante do conclave de 1963, que teve o Papa Paulo VI eleito. Em 26 de junho de 1967 foi elevado a cardeal-presbítero com a igreja titular de Santos Doze Apóstolos. Ele estabeleceu a direção da Signatura Apostólica em 1969.
Ele morreu em 16 de julho de 1977 em Roma e foi enterrado no cemitério de Pergola.